# سنجاب پرنده هندوچین
سنجاب پرنده هندوچین (نام علمی: Hylopetes phayrei) نام یک گونه از سرده جنگل‌پر است.